# Liste der Kulturgüter in Terre di Pedemonte
Die Liste der Kulturgüter in Terre di Pedemonte enthält alle Objekte in der Gemeinde Terre di Pedemonte im Kanton Tessin, die gemäss der Haager Konvention zum Schutz von Kulturgut bei bewaffneten Konflikten, dem Bundesgesetz vom 20. Juni 2014 über den Schutz der Kulturgüter bei bewaffneten Konflikten sowie der Verordnung vom 29. Oktober 2014 über den Schutz der Kulturgüter bei bewaffneten Konflikten unter Schutz stehen.
Objekte der Kategorien A und B sind vollständig in der Liste enthalten, Objekte der Kategorie C fehlen zurzeit (Stand: 1. Januar 2023).

## Kulturgüter
| Foto |                                                                                            | Objekt | Kat. | Typ | Standort                                                                        | Beschreibung |
| ---- | ------------------------------------------------------------------------------------------ | --- | ---- | --- | ------------------------------------------------------------------------------- | ------------ |
| ja   | Datei hochladen · Wikidata zu Castello di Tegna (Q60978763)                                | Castelliere, befestigte Strukturen aus dem Neolithikum und dem Mittelalter / Castelliere, strutture fortificate neolitiche-medievali KGS-Nr.: 05752 | A    | F   | Tegna 701200 / 116249                                                           |              |
| ja   | Datei hochladen · Wikidata zu Kirche Santa Maria Assunta und Pfarrhaus (Q3673347)          | Kirche Santa Maria Assunta und Pfarrhaus / Chiesa di Santa Maria Assunta e casa parrocchiale KGS-Nr.: 05751                                         | B    | G   | Tegna, Via Campagna 3 700823 / 115793                                           |              |
| ja   | Datei hochladen · Wikidata zu Pfarrkirche San Fedele mit Friedhof und Pfarrhaus (Q3669953) | Pfarrkirche San Fedele mit Friedhof und Pfarrhaus / Chiesa parrocchiale di San Fedele con cimitero e casa parrocchiale KGS-Nr.: 05762               | B    | G   | Verscio, Sagròo Don G.A. Leoni 2 / Strècia Don A. Robertini 1–3 699851 / 115592 |              |